# Bremberg (Rhein-Lahn-Kreis)

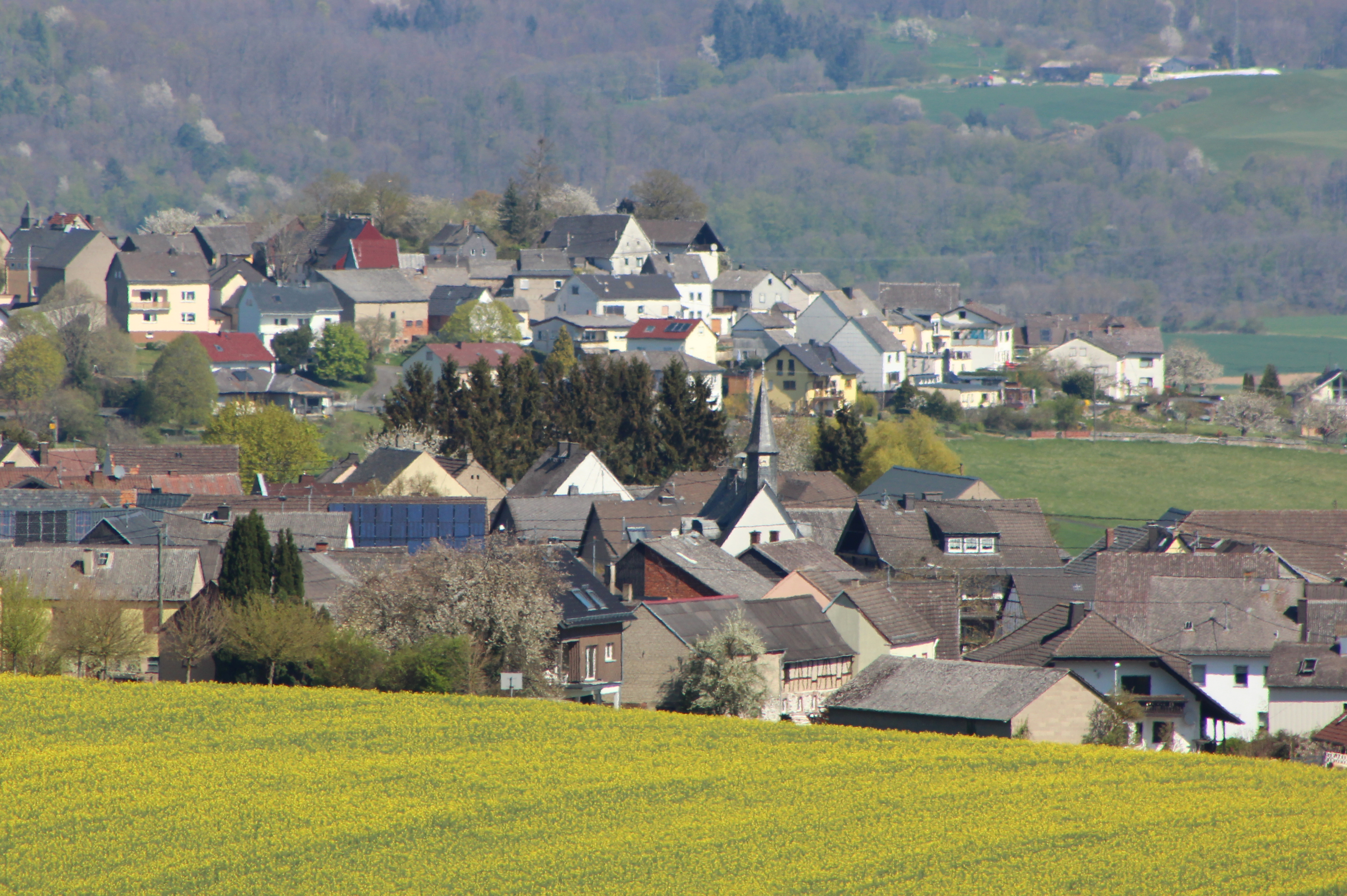
Ansicht von Bremberg

Bremberg ist eine Ortsgemeinde im Rhein-Lahn-Kreis in Rheinland-Pfalz. Sie gehört der Verbandsgemeinde Aar-Einrich an.

## Geographische Lage
Bremberg liegt im westlichen Hintertaunus, oberhalb des linken Lahnufers.

## Gemeindeteile
Zu Bremberg gehören auch die Wohnplätze Gasteyers-Mühle, Häuserhof, Neidhof, Rupbach und Steckenbergermühle.

## Geschichte
Bremberg wird urkundlich im Jahr 1156 als Hof des Erzbischofs Hillin von Trier bezeichnet. Seit 1806 gehörte der Ort zum Herzogtum Nassau, ab 1866 zum Königreich Preußen. Seit 1946 ist Bremberg Teil des damals neu gebildeten Landes Rheinland-Pfalz. 1972 kam es im Zuge der rheinland-pfälzischen „Funktional- und Gebietsreform“ zur Bildung der Verbandsgemeinde Katzenelnbogen, der die Ortsgemeinde Bremberg bis 2019 angehörte und die dann in der Verbandsgemeinde Aar-Einrich aufging.
Im 18. Jahrhundert wurde eine sogenannte Winterschule eingerichtet. Von der Nassauischen Regierung wurden in den Dörfern ab 1817 Elementarschulen für alle Kinder vom 6. bis 14. Lebensjahr geschaffen.
Bevölkerungsentwicklung
Die Entwicklung der Einwohnerzahl von Bremberg, die Werte von 1871 bis 1987 beruhen auf Volkszählungen:
| Jahr | Einwohner |
| ---- | --------- |
| 1815 | 291       |
| 1835 | 345       |
| 1871 | 390       |
| 1905 | 389       |
| 1939 | 348       |
| 1950 | 409       |
| 1961 | 352       |

| Jahr | Einwohner |
| ---- | --------- |
| 1970 | 337       |
| 1987 | 287       |
| 1997 | 291       |
| 2005 | 300       |
| 2011 | 272       |
| 2017 | 282       |
| 2023 | 268       |

## Politik

### Gemeinderat
Der Gemeinderat in Bremberg besteht aus sechs Ratsmitgliedern, die bei der Kommunalwahl am 9. Juni 2024 in einer Mehrheitswahl gewählt wurden, und dem ehrenamtlichen Ortsbürgermeister als Vorsitzendem. Bis zur Wahl 2009 gehörten den Gemeinderat acht Ratsmitglieder an.

### Bürgermeister
Manuel Riedl wurde am 19. Juli 2024 Ortsbürgermeister von Bremberg. Bei der Direktwahl am 9. Juni 2024 war er ohne Gegenkandidat mit 87,3 % der Stimmen gewählt worden.
Riedls Vorgänger Matthias Meister war bei der Direktwahl am 26. Mai 2019 mit einem Stimmenanteil von 86,14 % zum Nachfolger von Gerhard Schmittel gewählt worden, der das Amt bis zu seiner schweren Erkrankung 33 Jahre lang ausgeübt hatte. Bei der Wahl 2024 trat Meister nicht erneut als Ortsbürgermeisterkandidat an.

## Sehenswürdigkeiten
- Klosterruine Brunnenburg

## Persönlichkeiten
- Johann Neeb (1810–1872), Bürgermeister und Mitglied der Landstände des Herzogtums Nassau